# Stefan Tschannen
Stefan Tschannen (* 12. März 1984 in Bern) ist ein ehemaliger Schweizer Eishockeyspieler und derzeitiger -trainer, der während seiner aktiven Karriere vorwiegend für den SC Langenthal als Stürmer gespielt hat.

## Karriere
Stefan Tschannen begann seine Karriere als Eishockeyspieler in seiner Heimatstadt in der Jugend des SC Bern, für dessen Profimannschaft er in der Saison 2002/03 sein Debüt in der Nationalliga A gab, wobei er in drei Spielen punkt- und straflos blieb. In der folgenden Spielzeit gewann der Angreifer mit seiner Mannschaft erstmals in seiner Laufbahn die Schweizer Meisterschaft, wobei er in insgesamt 60 Spielen fünf Scorerpunkte erzielte.
Nachdem er ein weiteres Jahr für den SC Bern auf dem Eis gestanden hatte, wechselte Tschannen im Laufe der Saison 2004/05 zum Zweitligisten SC Langenthal, für den er bis 2006 aktiv war. Anschliessend wurde der Schweizer vom EHC Basel verpflichtet, den er nach dem Abstieg in der Saison 2007/08 verliess, um für den NLA-Aufsteiger EHC Biel zu spielen. Für diesen erzielte er in der Spielzeit 2008/09 in 38 Spielen insgesamt zehn Scorerpunkte, darunter ein Tor. Im Laufe der 2009/10 wechselte Tschannen zum SC Langenthal, nachdem er den Grossteil der Spielzeit erneut in Biel verbracht hatte.
Seit der Saison 2010/11 spielte er nur noch für den SC Langenthal, mit dem er 2012 Schweizer Meister der Nationalliga B wurde.
Nach dem Rücktritt des langjährigen Torhüters Marc Eichmann im Frühjahr 2016 war Stefan Tschannen im aktuellen Kader der Spieler mit den meisten Matches für den SCL. Gemeinsam mit den beiden Kanadiern Jeff Campbell und Brent Kelly bildete Tschannen jahrelang die erfolgreichste Angriffsformation der zweithöchsten Schweizer Spielklasse.
Nach der Saison 2021/22 beendete Tschannen seine aktive Karriere und wurde im Nachwuchsbereich des SC Langenthal als Trainer tätig.

## Erfolge und Auszeichnungen
- 2004 Schweizer Meister mit dem SC Bern
- 2012, 2017, 2019 Schweizer Meister mit dem SC Langenthal in der National League B
- 2013 Bester Torschütze der National League B